# Arbil (provincie)

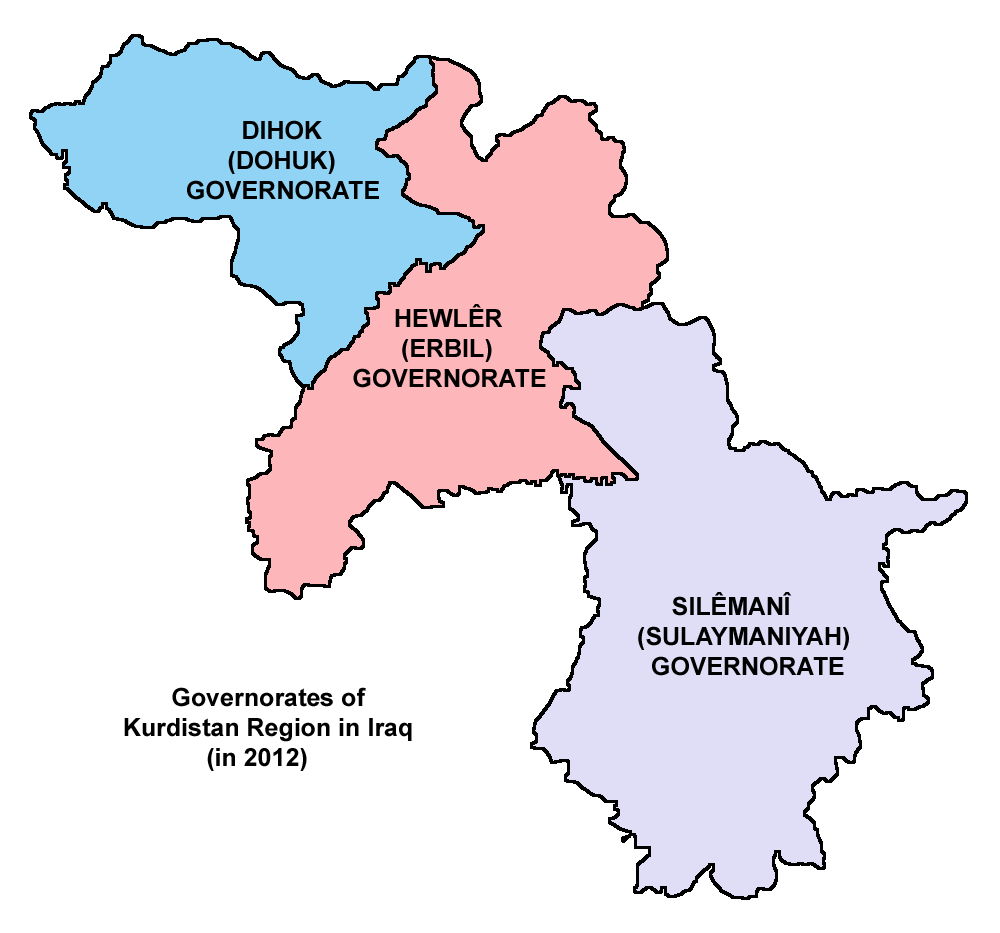

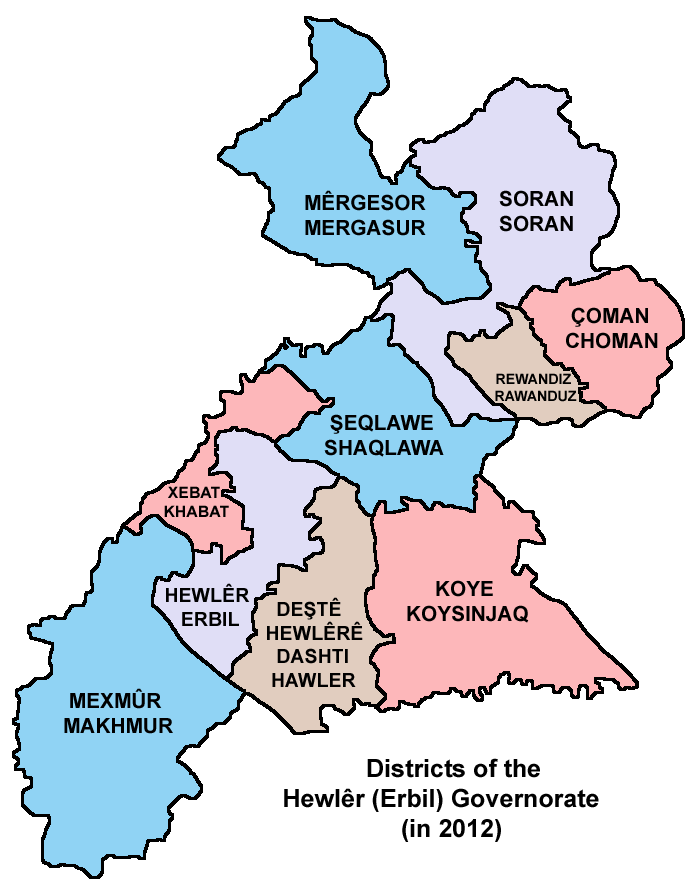

Arbil (Kurdă: Hewlêr, Arabă: أربيل Arbīl, siriacă: ܐܪܒܝܠ Arbel) este o provincie din Irak, situată în nordul țării, în regiunea autonomă a Kurdistanului Irakian. Capitala provinciei este orașul Arbil.